# 名古屋競馬場
名古屋競馬場（なごやけいばじょう/英: Nagoya Racecourse）は、愛知県弥富市駒野町1番地にある地方競馬の競馬場である。キャッチフレーズは「金シャチけいばNAGOYA」（きんシャチけいばなごや）。かつては愛知県名古屋市港区にあったが、2022年4月に愛知県弥富市へ移転した。

## 概要

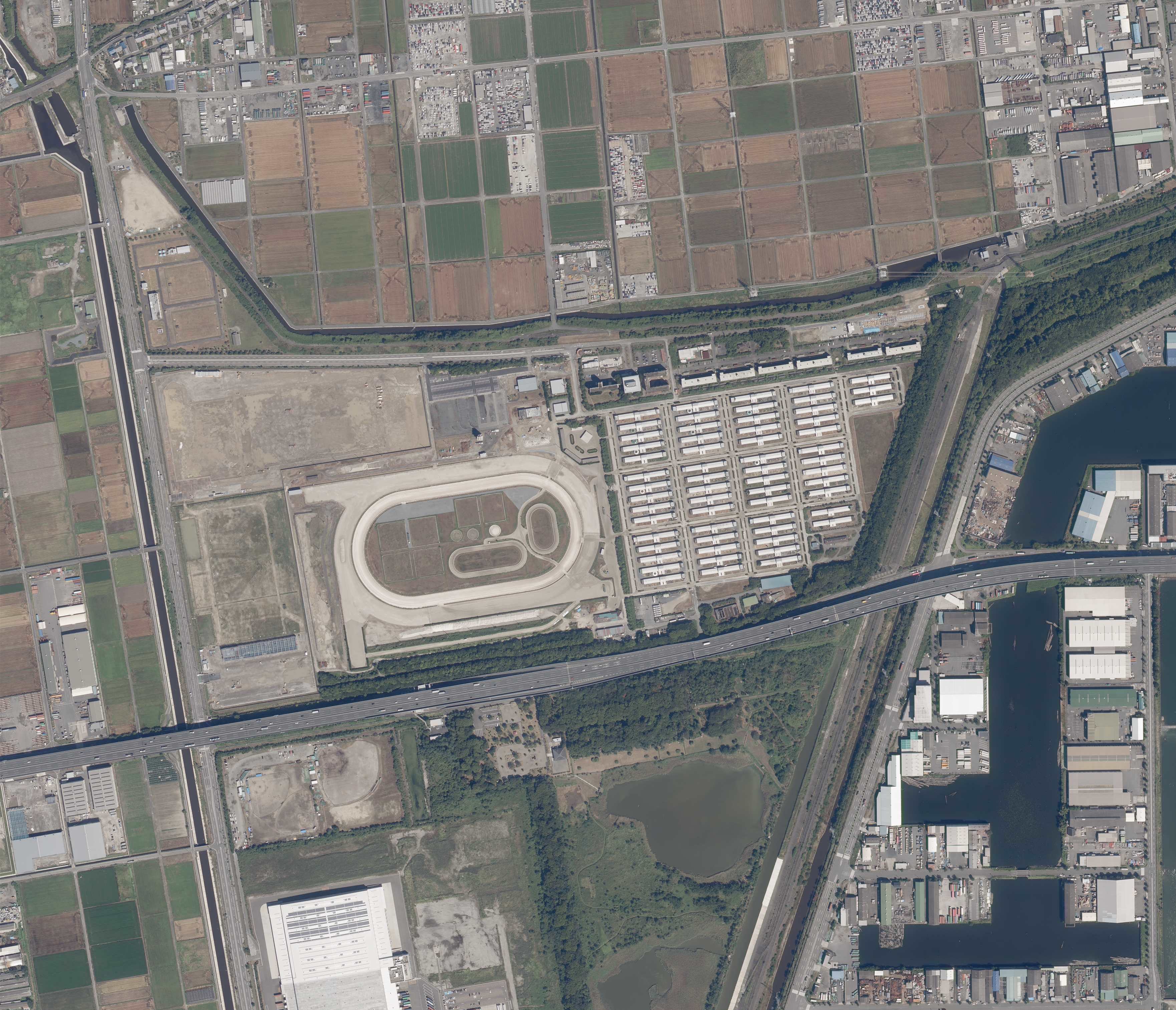
弥富トレーニングセンター（現：名古屋競馬場）周辺の航空写真。2020年撮影。。

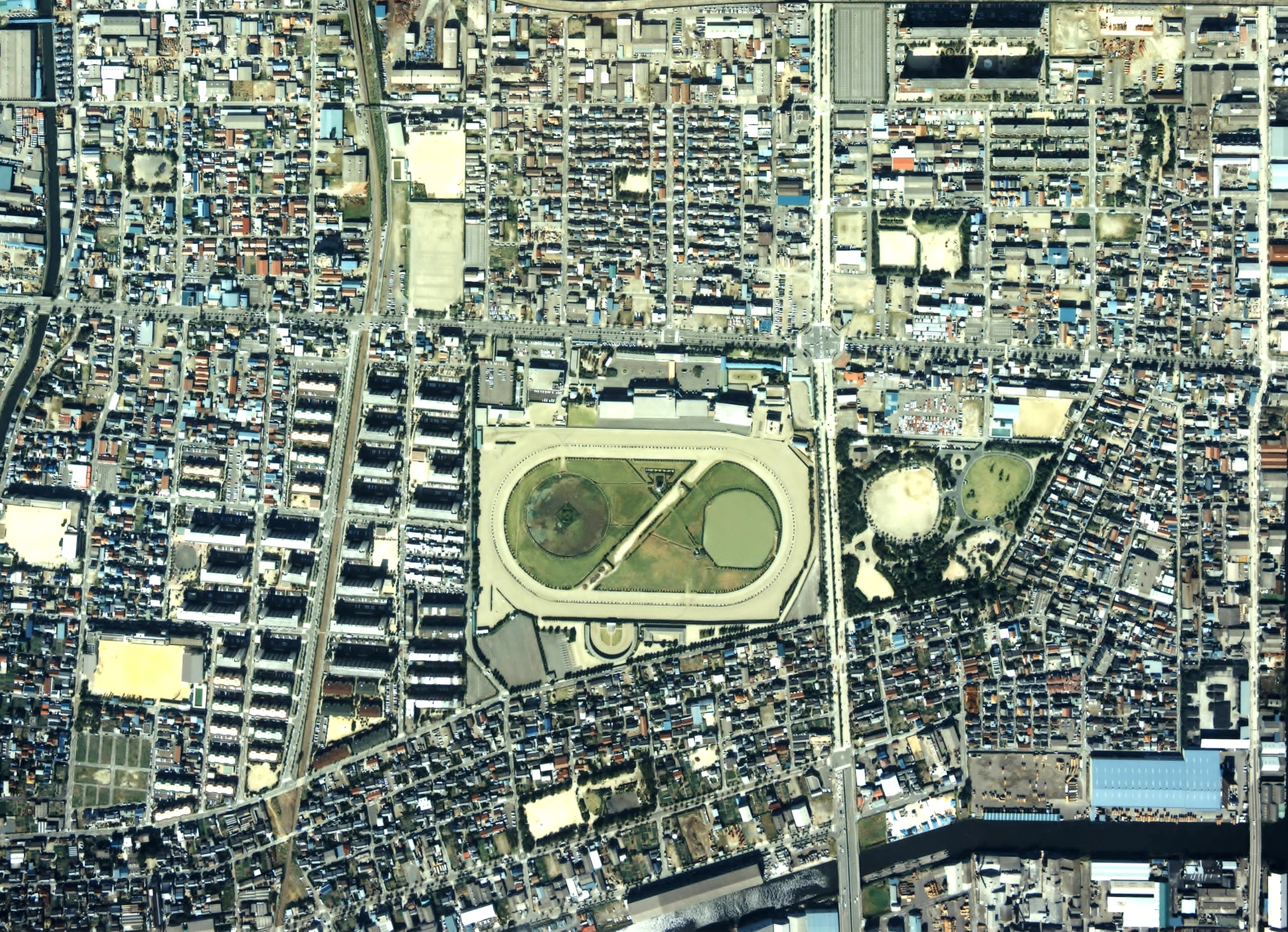
旧名古屋競馬場付近の空中写真。1987年撮影。。

愛知県競馬組合（愛知県、名古屋市、豊明市からなる一部事務組合）によって競馬が開催されている。
笠松競馬場開催時は場外発売を行っている。なお、同組合はかつて中京競馬場でも「公営中京競馬」としてレースを開催していた（現在は休止）。オッズパーク、楽天競馬加盟競馬場。
2005年から個人協賛競走が取り入れられた。これは現在廃止された上山競馬場・高崎競馬場に続くものである。
全国で初めて前日夜間発売を実施した（下記参照）。
トータリゼータシステムは富士通フロンテックである。

## 沿革
- 1949年
  - 5月20日 - 竣工。
  - 6月 - 第1回県営名古屋競馬開催。
- 1977年
  - 3月 - 弥富トレーニングセンター開所、厩舎を移転。
  - 12月 - 当日前売り発売を開始。
- 1984年10月 - 名古屋競馬場外向場外発売所の設置。
- 1988年12月 - 第2スタンド3階、4階に特別観覧席設置。
- 1991年12月 - 第2スタンド2階にグリーンホール設置。
- 1997年9月 - 正門付近環境整備工事を実施。
- 1998年12月 - 東スタンド2階改修工事を実施。
- 2014年6月3日 - 同競馬場の愛称が｢金シャチけいばNAGOYA｣に決定[2]。
- 2016年12月 - 愛知県競馬組合が弥富トレーニングセンターに移転することを正式決定。
- 2020年2月27日 - 新型コロナウィルス感染拡大防止のため、第25回名古屋競馬第3日から無観客競馬を実施（翌年1月も無観客開催）。
- 2022年
  - 3月11日 - 名古屋市港区での最後のレースと閉場式を開催。この翌日から、最寄り駅のあおなみ線名古屋競馬場前駅は「港北駅」に改称した。
  - 3月22日 - 弥富市に移転した名古屋競馬場で開場式と模擬レースを開催。また同月24日にはナイター競走の模擬レースを施行した。
  - 4月8日 - 競馬場を弥富トレーニングセンターへ移転し、開場[3]。
  - 4月25日 - 名古屋競馬で初めてナイター競走を開催[4]。また同日に新名古屋競馬場の最多入場者数2461人を記録[5][注 2]。

出典：

## コース概要

### 旧名古屋競馬場

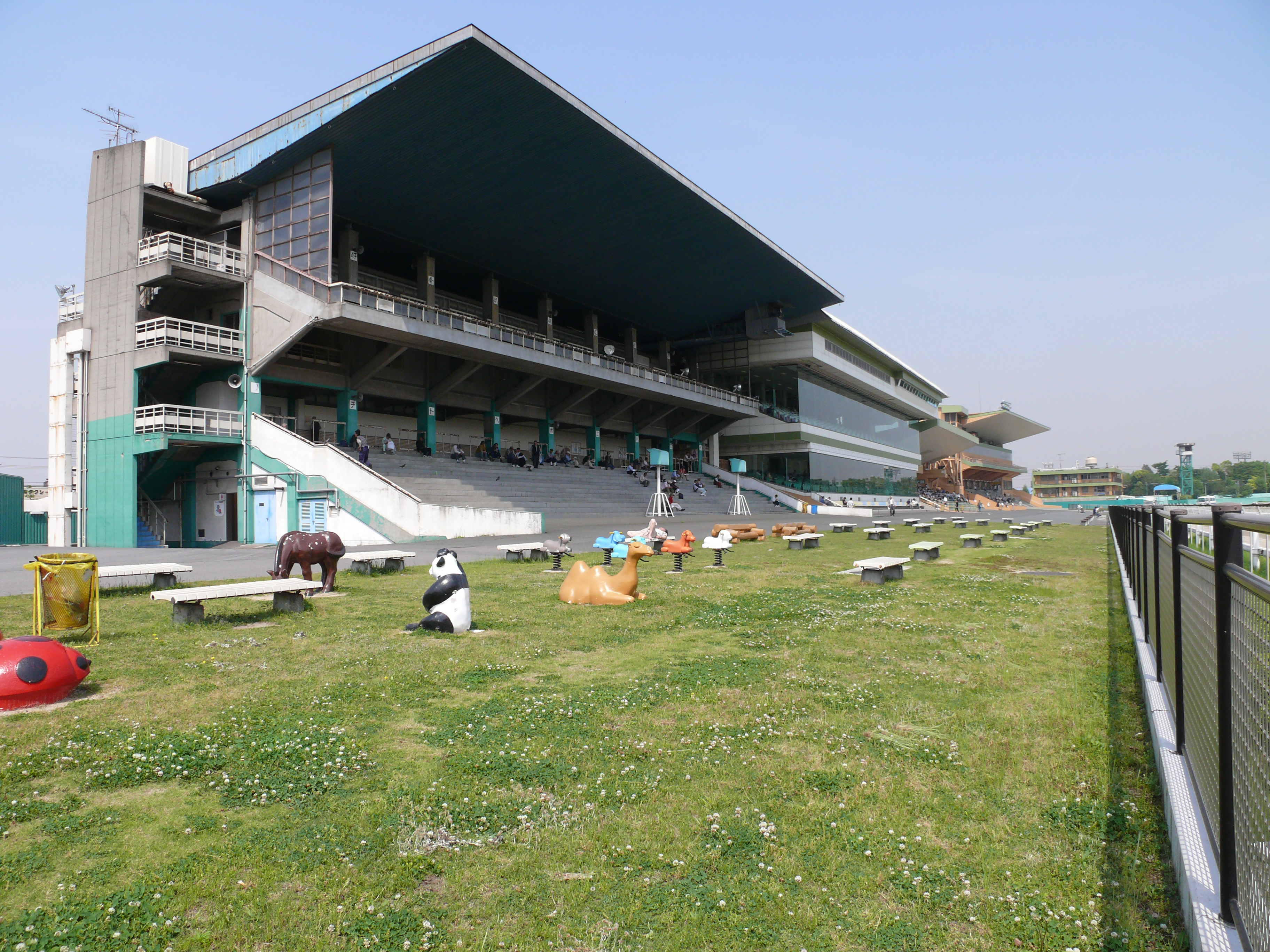
スタンド
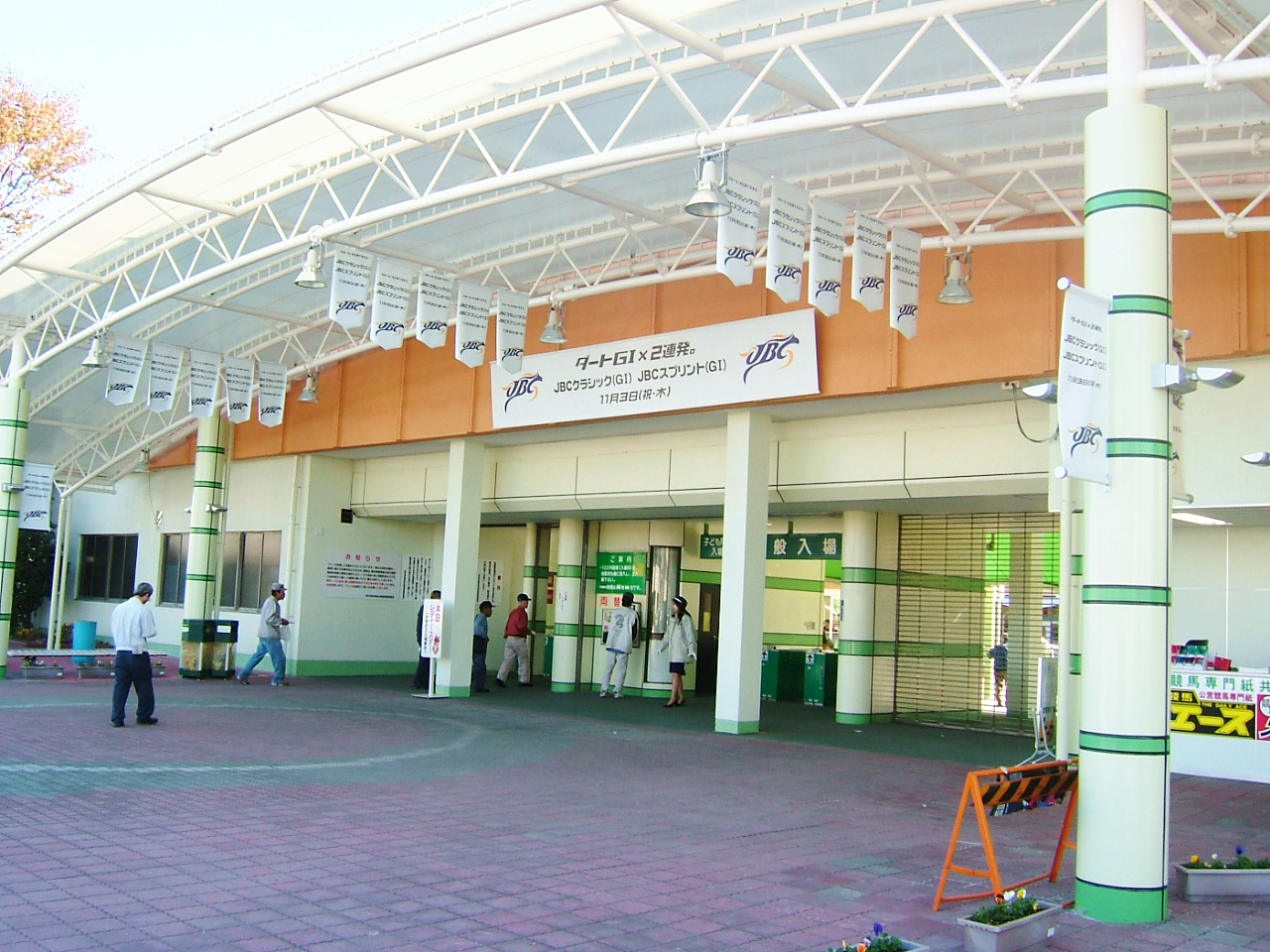
正門
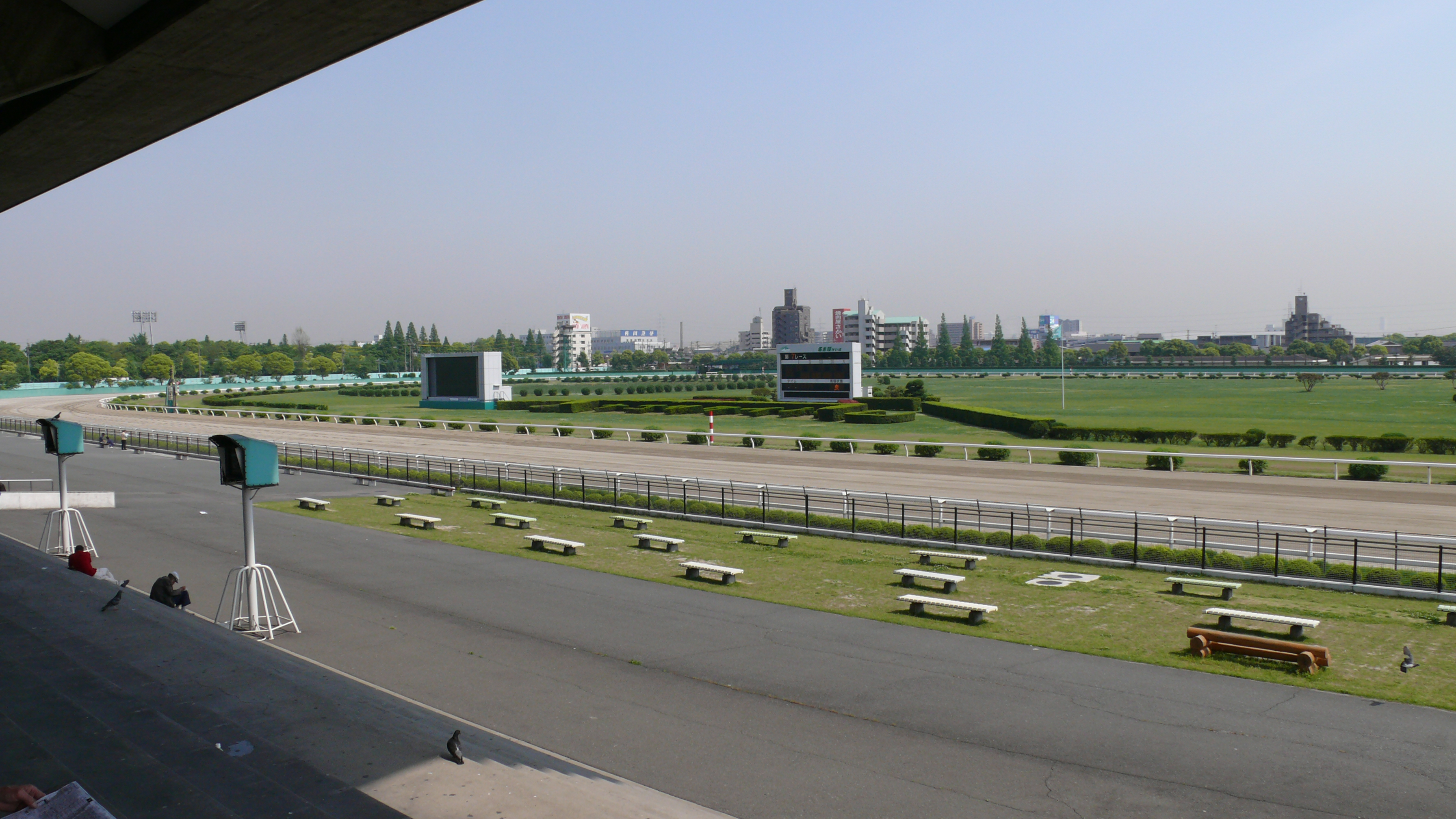
コース
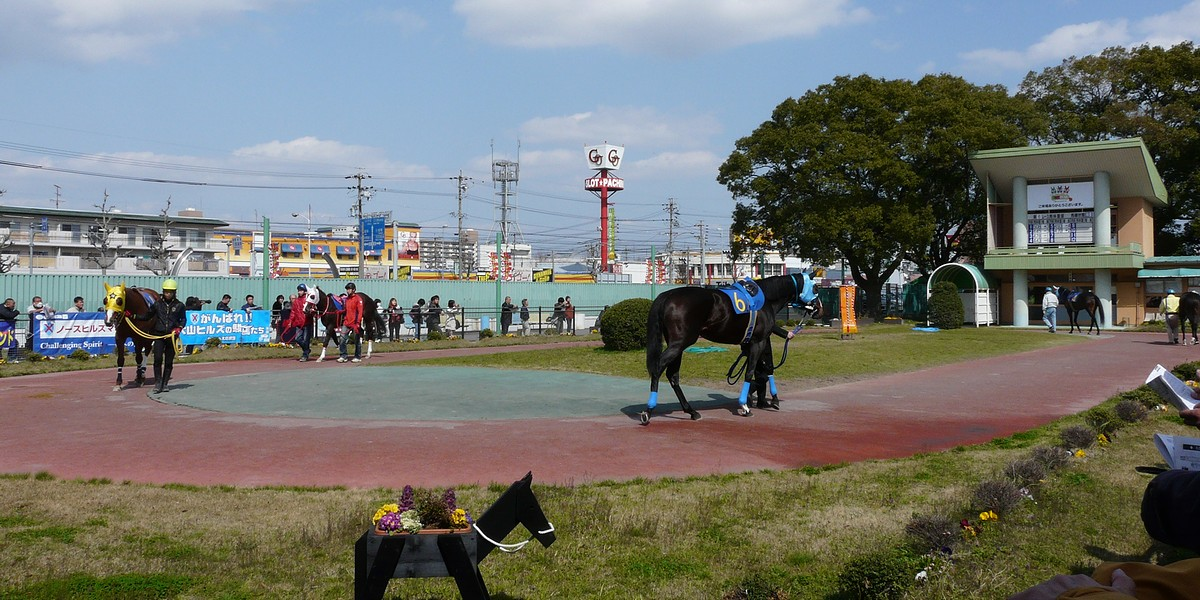
パドック
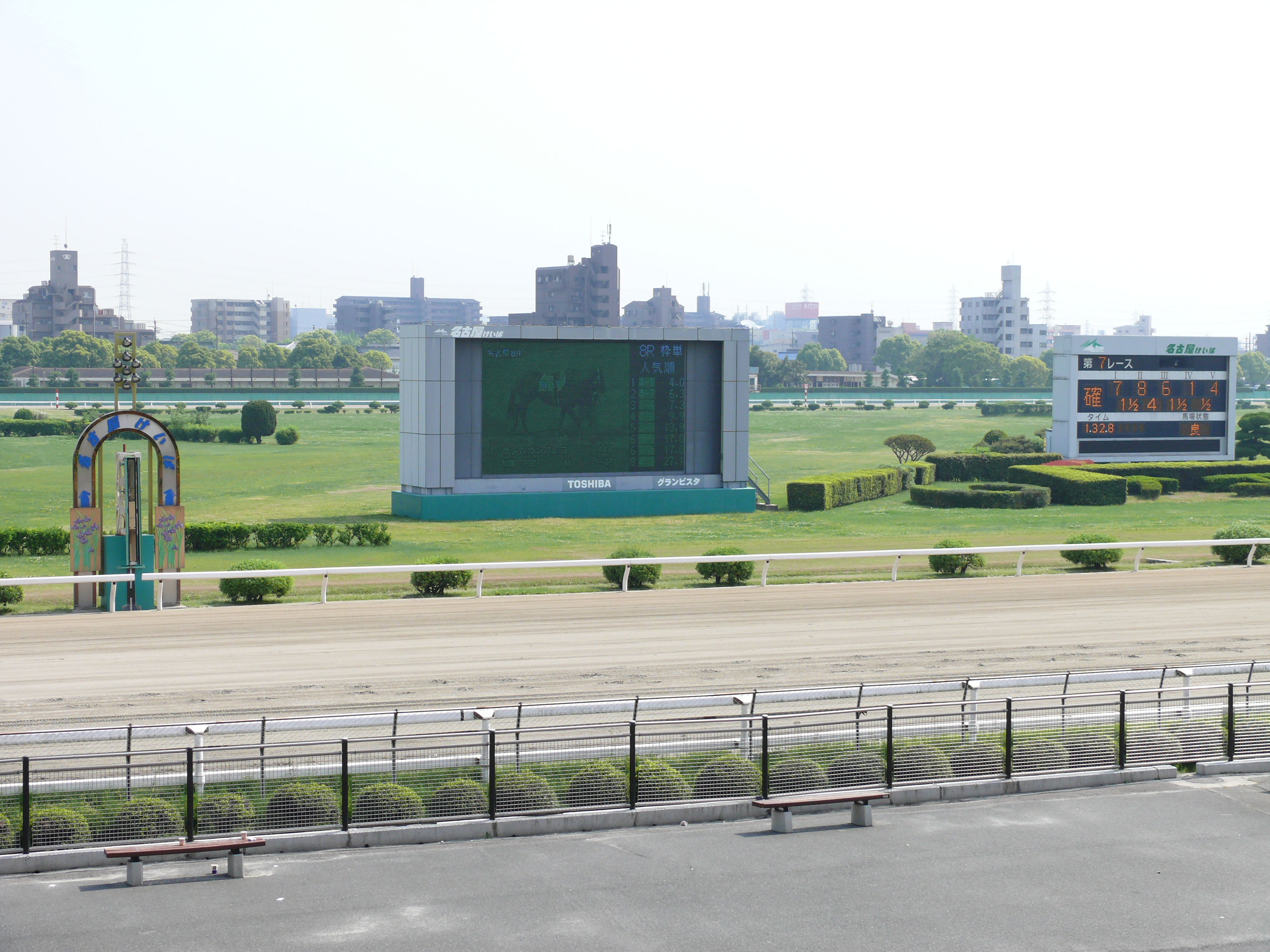
電光掲示板

所在地の旧名から愛称として土古競馬場（どんこけいばじょう）とも呼ばれていた。かつては障害競走が行われていて内馬場には1コーナーから3コーナーに向かうたすき状の障害コースの名残が見られ、3コーナーからの襷の入り口付近に生垣障害が残っていた。「土古」の名称は旧競馬場当時から施行されている若草賞に付与される形で、新競馬場では「若草賞土古記念」と改称されて名残をとどめている。
- 1周1100 m・幅員23m・右回りダートコース
- 直線距離194 m（第4コーナーから決勝線まで）
※ 現存する競馬場の中で日本一短い直線であった。
- 距離設定 [m]: 800, 1300, 1400, 1600, 1800, 1900, 2500（かつては2400 mも存在した）
  - 2500 mは名古屋グランプリのみで使用した。
  - 1300 mは2011年11月17日を最後に使用しなかった。
- 最大出走頭数（フルゲート）: 12頭[注 3]
- コースの形状から外枠の出走馬が人気薄でも来ることがある。そのため以前から枠番連勝複式（枠複）の7-8が売れていた。

### 新名古屋競馬場

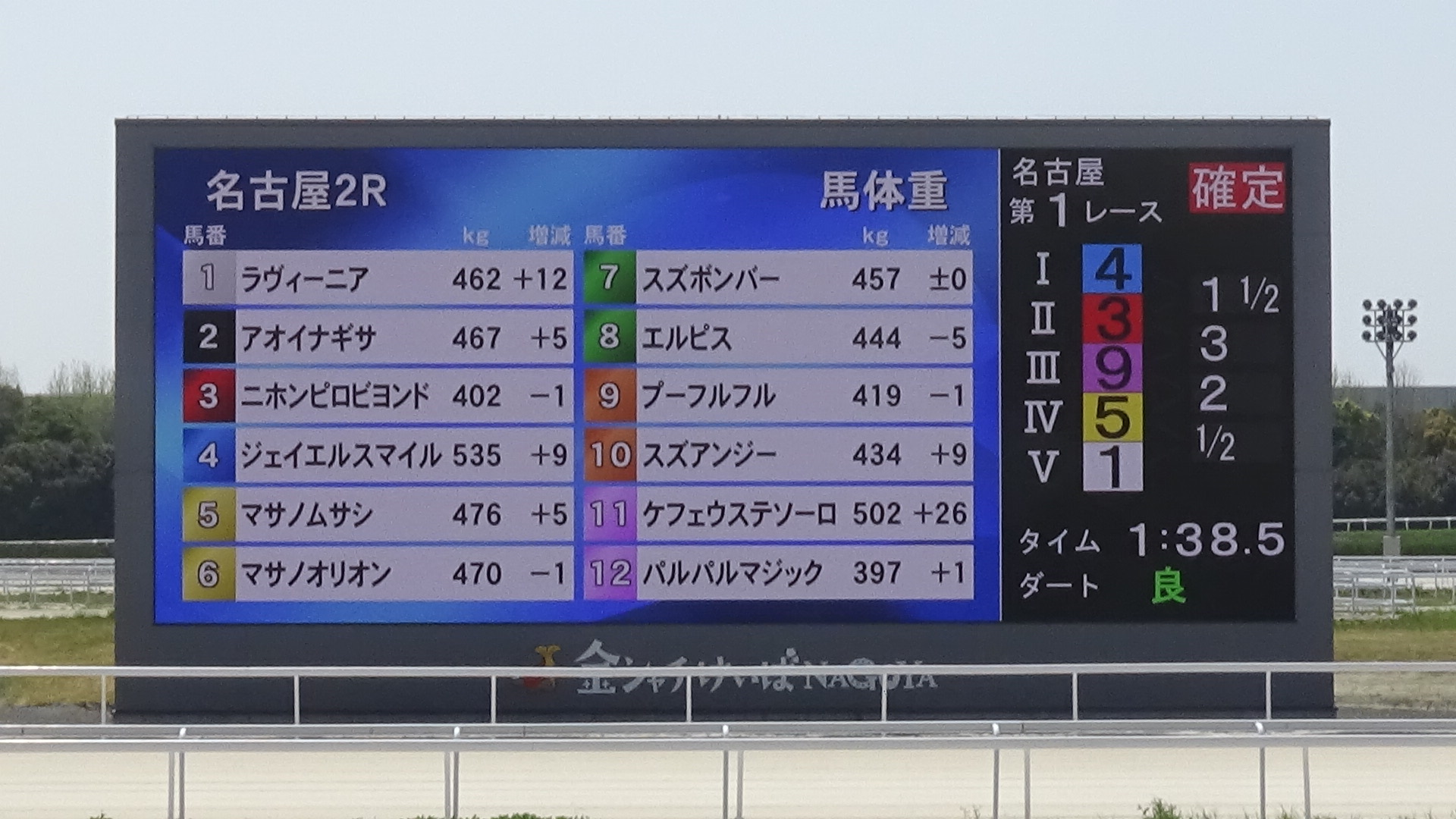
大型映像装置
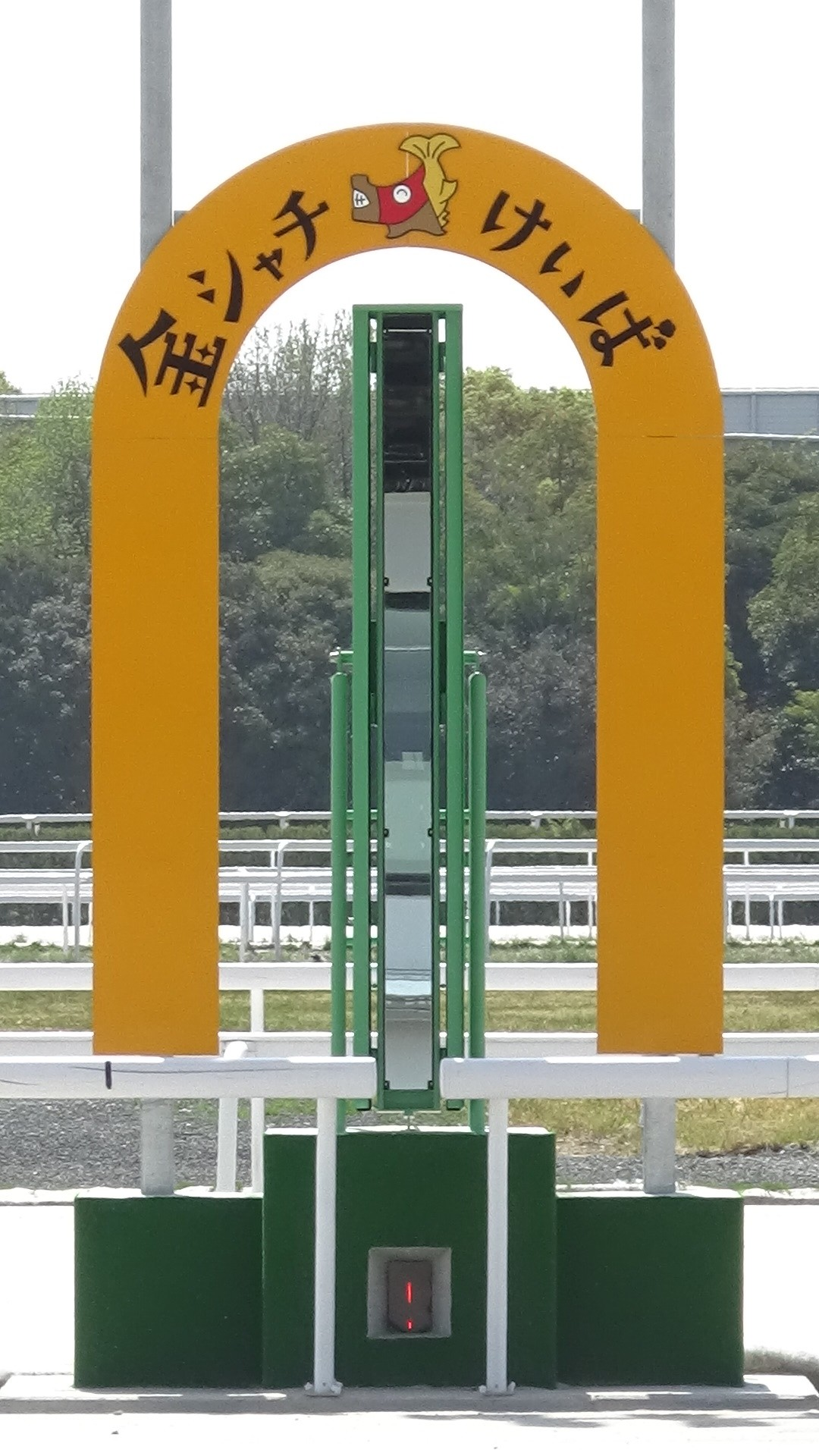
ゴール板

- 1周1180 m[7]・幅員30m・右回りダートコース
- 直線距離300m（第4コーナーから決勝線まで240m）[7] ※ 西日本地区の地方競馬では最長距離である。
- 第2コーナーから向正面と第3、4コーナー中間に若干の高低差
- 第3コーナー入口から第4コーナー出口にかけてスパイラルカーブが存在[7]
- 距離設定 [m]: 900, 920, 1400[注 4], 1500, 1700, 2000, 2100
- 最大出走頭数（フルゲート）: 12頭

## 施設概要

### スタンド棟
新名古屋競馬場のスタンド棟は延べ床面積5400平方メートル。インターネットによる馬券購入の増加により、観覧席は屋内屋外あわせて574席で旧競馬場の約10分の1となった。

### パドック
旧名古屋競馬場は奥行19m、幅44.5mに対し、新名古屋競馬場は奥行22m、幅48mと拡張された。また馬体重の表示は以前は手動でパネルをはめていたが、新名古屋競馬場では電光掲示板に変更された。

### ナイター
旧名古屋競馬場では近隣に住宅地があるため施行できなかったが、移転後は近隣に住宅地がないため、ナイター競走が施行できるようになった。また2022年12月22日より｢ベイサイドナイター｣という名称で実施している。
- 2022年
  - 3月24日 - ナイター競走の模擬レースを施行。
  - 4月25日 - 名古屋競馬で初めてナイター競走を開催。
  - 12月19日 - ナイター競走の愛称を｢ベイサイドナイター｣に決定[8]。

## ギャラリー

### 旧名古屋競馬場
- スタンド
- 正門
- コース
- パドック
- 電光掲示板

### 新名古屋競馬場
- 大型映像装置
- ゴール板

## 利用料金

### 入場料
名古屋競馬場開催時は100円（場外のみ発売時は無料）。
- 硬貨を直接自動改札機に投入する方式である。
- 通常、15時20分以降は無料で入場できる。

### かつて行われていたファンサービス
毎週火曜日は「レディースデー」のため、女性は入場料が無料だった。
名古屋競馬場オフィシャルサイトから無料入場券（クーポン券）をプリントアウトしたもの、または携帯電話・スマートフォンで無料入場券の画面を有人の入場門で提示すると無料で入場できた。
バス、地下鉄、ドニチエコキップでGet!：名古屋市交通局の「バス・地下鉄全線一日乗車券」または「ドニチエコきっぷ」を有人の入場門で提示すると無料で入場できた。

### 旧名古屋競馬場有料席
出典：
金シャチプレミアムラウンジ　プラチナルーム（定員6名）、ゴールドルーム（定員4名）、エクセレントシート（14席）がある。
グリーンホール（第2スタンド2階、全席自由）500円
特別観覧席（第2スタンド4階、全席指定）700円
※ 場外のみ発売時は300円（通常はグリーンホールのみ開放）

### 新名古屋競馬場有料席

#### 自由席
- 2階屋内観覧席 スタンダードシート
  - 1,000円（特定競走開催日は1,500円、本場非開催時の午後5時以降は500円）席数　160席

#### 指定席
- エクセレントシート
  - 1,600円（特定競走開催日は3,200円、本場非開催時の午後5時以降は800円）席数　39席
- ペアシート
  - 3,000円（特定競走開催日は4,500円、本場非開催時の午後5時以降は1,500円）席数　15セット(1セット2名)

#### ボックス席
- プレミアムボックス
  - 6,000円（特定競走開催日は9,000円、本場非開催時の午後5時以降は3,000円）室数　3室(1室2名)
- エグゼクティブボックス
  - 6,000円（特定競走開催日は9,000円、本場非開催時の午後5時以降は2,500円）室数　5室(1室1名)

#### ルーム席
- ゴールドルーム
  - 12,000円（特定競走開催日は18,000円、本場非開催時の午後5時以降は6,000円）室数　2室(1室4名)
- プラチナルーム
  - 12,000円（特定競走開催日は18,000円、本場非開催時の午後5時以降は6,000円）室数　2室(1室4名)
- プレミアムルーム
  - 18,000円（特定競走開催日は27,000円、本場非開催時の午後5時以降は9,000円）室数　1室(1室6名)

## 主な競走
中央競馬との指定交流競走（ダートグレード競走をのぞく）のレース名は「名古屋CC（チャレンジカップ）○○○賞」である。なお、○○○には果物の名前などが入る。例としてパパイヤ賞やグレープ賞など。

### ダートグレード競走

#### 4 (3) 歳以上
常設競走
- 名古屋グランプリ (JpnII)
- かきつばた記念 (JpnIII)
- 名古屋大賞典 (JpnIII)

以前行われた競走
- 2005年(第5回)、2009年(第9回)JBC競走
  - JBCスプリント (JpnI)
  - JBCクラシック (JpnI)

### 東海地区SP重賞競走

#### 2歳
- ゴールドウィング賞 (SPI)
- ネクストスター名古屋 - 未来優駿対象競走、2023年から施行[10]。

#### 3歳
- 東海クイーンカップ（SPI・牝馬限定）- GRANDAME-JAPAN（3歳シーズン）対象競走
- 駿蹄賞 (SPI)
- 東海優駿 (SPI) - 1997年から2004年までは名古屋優駿と称してダートグレード競走として、2005年から2023年までは東海ダービーとして施行されていた。
- 秋の鞍 (SPI)
- 新春ペガサスカップ (SPII)
- スプリングカップ (SPI)
- ネクストスター中日本 - 2024年から施行。笠松・金沢での持ち回り開催[10]。
- 西日本3歳優駿（2016年新設、笠松・金沢・園田・高知・佐賀での持ち回り開催[11]）

#### 3 (4) 歳以上
- 若草賞土古記念（SPI・牝馬限定）- 2022年までは若草賞として施行、2023年までは3歳限定競走であった。GRANDAME-JAPAN（古馬シーズン）対象競走
- 東海桜花賞 (SPI)
- 秋桜賞（SPI・牝馬限定）- GRANDAME-JAPAN（古馬シーズン）対象競走
- ゴールド争覇 (SPI)
- 東海菊花賞 (SPI)
- 名古屋記念 (SPI)
- 梅見月杯 (SPI)
- ベイスプリント (SPII) - 2020年新設
- トリトン争覇 (SPII) - 2022年(1月開催)まではマイル争覇の名称であった。
- 名港盃 (SPI)

※ SP=スーパープレステージ (Super Prestige) の略

### 準重賞競走
- あすなろ杯
- けやき杯
- 若駒盃
- 尾張名古屋杯（C級）
- 新春盃（B級）
- 梅桜賞 - 2022年までは重賞(SPII)に格付けされていた。
- 弥富記念 - 2022年新設
- 湾岸スターカップ - 2019年までは湾岸ニュースターカップ、2021年までは3歳限定競走、2022年までは重賞(SPII）であった。
- 中京ペガスターカップ - 2020年まではSPI、2023年まではSPIIに格付けされていた。

### JRA2歳認定競走
- フレッシュゴールド（認定競走新馬（初出走）戦）（1着賞金2,000,000円）
- セレクトゴールド（認定競走未勝利戦）（1着賞金1,500,000円）

### 騎手招待競走
- レディスヴィクトリーラウンド（2016年創設、地方競馬の女性騎手による交流競走）
- ヤングジョッキーズシリーズ（2017年よりトライアルラウンド、2022年はファイナルラウンドをそれぞれ開催[12]）

## 馬券

### 発売する馬券の種類
○…発売 ×…発売なし △…他地区場外発売のみ
|            | 単勝 | 複勝 | 枠番連複 | 枠番連単 | 馬番連複 | 馬番連単 | ワイド | 3連複 | 3連単 |
| ---------- | ---- | ---- | -------- | -------- | -------- | -------- | ------ | ----- | ----- |
| 名古屋競馬 | ○    | ○    | ○        | △        | ○        | ○        | ○      | ○     | ○     |
| J−PLACE    | ○    | ○    | ○        | ×        | ○        | ○        | ○      | ○     | ○     |

### 馬券の詳細
2006年10月23日より「マルチ投票・フォーメーション投票」を導入した。
2010年4月26日より一日に発売できるレース場が今までの2場から3場に変更になった。
2012年6月9日をもって本場開催での枠単の発売を終了した（他地区場外発売時を除く）。また6月12日から共同トータリゼータシステムを導入し、6月18日からワイドの発売が開始された。
マークカードも船橋競馬場を除く南関東地区、ホッカイドウ競馬、ばんえい競馬などで使用している地方競馬共通マークカードに移行した。

### J-PLACEの取り扱い
（旧）名古屋競馬場においては2013年4月13日より、日本中央競馬会 (JRA) からの委託により「J-PLACE名古屋」としてJRAの馬券を全レース発売していた。2022年の（旧）名古屋競馬場での開催終了・場外発売所化（後述）後も、「J-PLACE名古屋」の名称のまま取り扱いを継続している。
（新）名古屋競馬場においては「J-PLACE弥富」として同様にJRAの馬券を全レース発売している。これは（新）名古屋競馬場の開設以前より同所付近に設置されていた場外発売所（後述）の「サンアール弥富」が2015年4月4日よりJ-PLACEの取り扱いを開始し、これが（新）名古屋競馬場に引き継がれたものである。

### 早朝発売
名古屋競馬場外向発売所で当日行われる全レースを9時00分から午後3時30分まで発売 。
- 名古屋競馬開催日のみ実施。
- 他場のレースは発売しない。
- 的中馬券の払い戻しも可能。

### 前日夜間発売
名古屋競馬場外向発売所でシリーズ初日を除いて、2日目から最終日までの名古屋競馬の全レースを前日の17時30分から21時00分まで発売。なお、名古屋競馬場ではリレーナイター実施日は外向発売所が閉鎖されるため場内にて発売する。サンアール大須でも2009年3月まで名古屋競馬場と同じ日程で発売していたが、4月より主にリレーナイター実施日および名古屋競馬重賞競走の前日に次の日の名古屋競馬の全レースを発売することに変更された。
- マークカード記入の際は前日発売欄を塗りつぶす必要がある。
- 他場のレースは発売しない。
  - ただしその日（当日）の場外発売レースが大井競馬場や川崎競馬場などのナイター競走で名古屋競馬終了後リレーナイターを行わないとき、前日夜間発売と並行して発走の4分前で発売する。なお、2007年以降はリレーナイターが増えたことでほとんど行われなくなった。
- 的中馬券の払い戻しも可能。

### リレーナイター
名古屋競馬場や笠松競馬場などの昼間開催のレース終了後に大井競馬場、川崎競馬場や門別競馬場の夜間に行われるレース（ナイターレース）を12時00分より発売する。なおサンアール磯部・大須では最終レース締切時刻まで発売を行うが、サンアール弥富と中京競馬場では昼間開催の競馬場の最終レースと同時にナイターレースの発売も終了する。
- 2006年7月10日に名古屋競馬場の全レース終了後に大井競馬場のナイターレースを発売したのが最初である。なお、この日は名古屋競馬では薄暮開催を実施していたために最終レース発走時刻は18時00分で、リレー発売されたのは大井競馬第6レースから10レースまでの5競走であった。
- 2007年6月より、ダートグレード競走が行われる日を中心にリレーナイター実施日を2006年よりも増加させた。なお、この年以降は「リレーナイター」という名称で呼ばれるようになった。

なお、2010年5月現在「前日夜間発売」は行われていない。前日夜間発売よりも「リレーナイター」として他場を発売した方が売り上げもよく、ファンにも好評のためである。そのために2010年度は、前年度までよりもリレーナイター実施日を大幅に増やした。

### 払い戻しについての注意
裏面が白い馬券を発行する自動発売払戻兼用機を2008年3月17日にサンアール大須に3台、2009年9月29日に名古屋競馬場の第2スタンド1階投票所南側に12台をそれぞれ導入した。この時点では以下の扱いが取られていた。
裏面が白い馬券の払い戻しは上記の自動発売払戻兼用機の他、名古屋競馬場第2スタンド1階北側の1台と同スタンド2階のグリーンホールの1台および外向発売所の新型自動払戻機でも可能であるがサンアール弥富・サンアール磯部・中京競馬場・笠松競馬場・シアター恵那の自動払戻機ではできない。そのため各払戻所の係員に申し出る必要がある。
裏面が黒い馬券の払い戻しは従来の払戻機、新型自動払戻機およびサンアール大須の自動発売払戻兼用機で払い戻しが可能であるが名古屋競馬場の自動発売払戻兼用機ではできない。
笠松競馬場関連施設（笠松競馬場・シアター恵那）で購入した馬券は名古屋競馬場（第2スタンド1階および外向発売所の専用窓口）でも払い戻しが可能であるが、サンアール弥富・サンアール磯部・サンアール大須・中京競馬場ではできない。
名古屋競馬場外向発売所では、名古屋競馬場開催日のみ払い戻しが可能である。ただし、早朝発売および前日夜間発売時はできない。
ふるさとコーナーで購入した馬券は、ふるさとコーナー関連施設（大井競馬場内）でのみ払い戻しが可能である。
その後、2012年6月12日から共同トータリゼータシステムを導入したため、6月12日以降に名古屋競馬場および場外施設で発売された勝馬投票券は全国の地方競馬場施設で払戻が可能となった。
2013年4月13日から「J−PLACE名古屋」として発売されたJRAの勝馬投票券（前述）は、名古屋を含む全国のJ−PLACE施設のみで払戻が可能。

## 場外馬券売場
その他の発売所における発売日程については公式サイトを参照。

### JRA馬券発売についての注記
◆：中京競馬場では、地方競馬の券売機では、JRAの馬券はJ-PLACEで発売された馬券の払い戻しのみ行う。またJRA開催日には地方競馬の券売機が営業しないため払い戻しも実施しない。（なお同所にはJRAの券売機もあるが、そちらはJRA開催日に営業するほか、JRA開催日の翌日にも払い戻しのみ行っている。またそちらではJRA運営で発売された馬券の払い戻しのみ行う。）
☆・★：J-PLACEとして中央競馬開催日（代替開催日は除く）に全レース発売。☆は重賞競走の前日発売を実施、★はGI競走（J・GIを除く）の前日発売を実施。払い戻しはJ-PLACEで購入された馬券のみを、名古屋競馬場ならびに下記各発売所のそれぞれの営業日に行う。

### 愛知県競馬組合管理
- ☆サンアール磯部（三重県志摩市 道の駅伊勢志摩に隣接） ※2001年5月開設[17]。JRAの馬券は2013年4月14日より取り扱い開始[18]
- サンアール大須（愛知県名古屋市中区 万松寺ビル2階） ※2007年12月18日開設[19]
- サンアール一宮（愛知県一宮市 サテライト一宮内）※2021年10月31日開設
- ☆サンアール名古屋（愛知県名古屋市港区 旧名古屋競馬場内）※JRAの馬券は2013年4月14日より取り扱い開始[18]
  - 競馬場の弥富への移転に伴い、旧競馬場の建物を場外発売所として利用する形で2022年3月18日より名称変更[20]。その後、旧名古屋競馬場の敷地内にこれに代わる場外発売所を新設し、2024年2月26日に移転オープン[21][22]。（後述）
- ◆中京競馬場

このほか、弥富トレーニングセンター近隣地に「サンアール弥富」を2000年10月に開設していた（JRAの馬券は2015年4月4日より取り扱い開始）ものの、弥富トレーニングセンターが（新）名古屋競馬場となることに伴い、2022年4月2日より同所は（新）名古屋競馬場の外向発売所として営業することとされた。

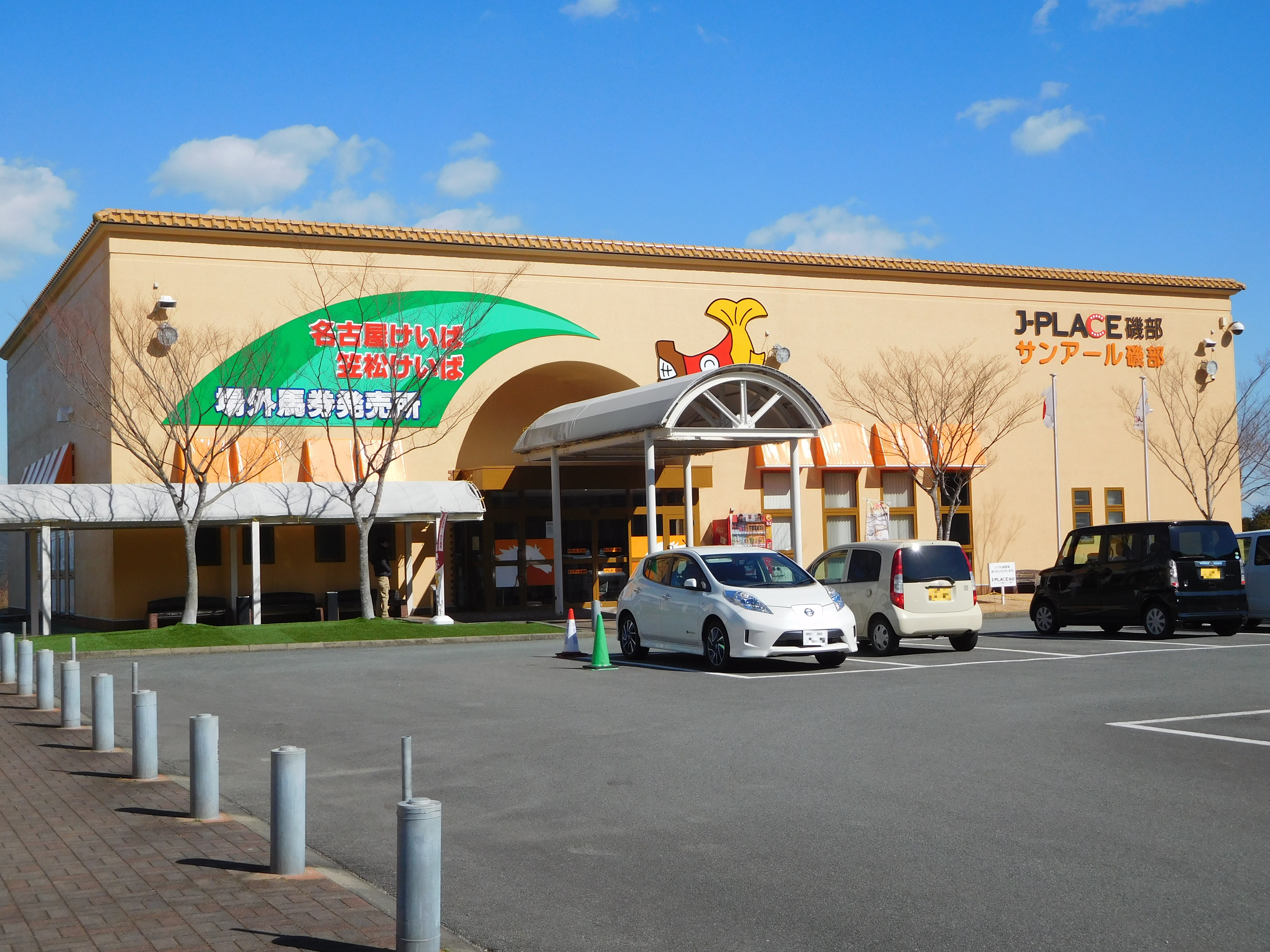
サンアール磯部
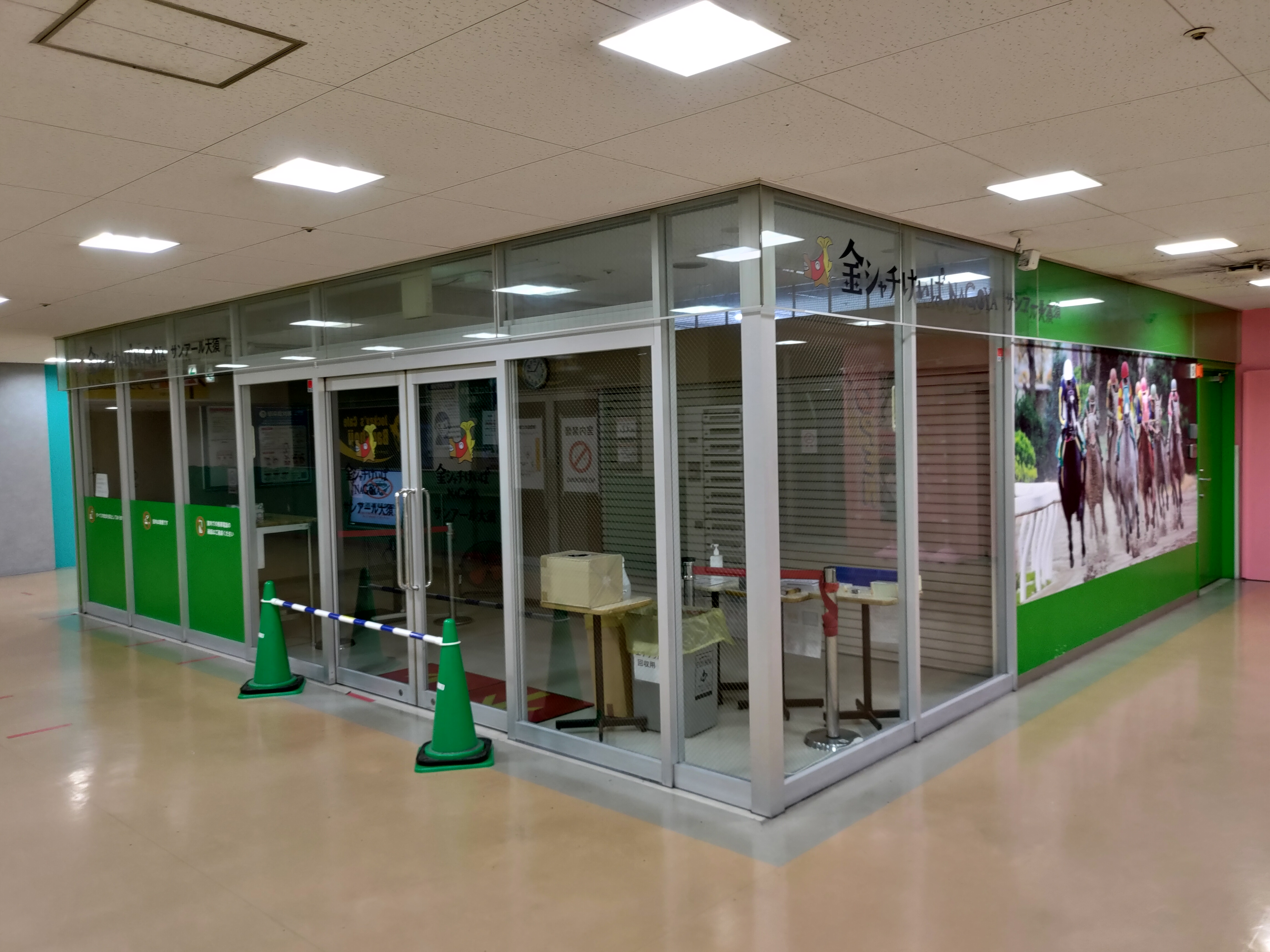
サンアール大須
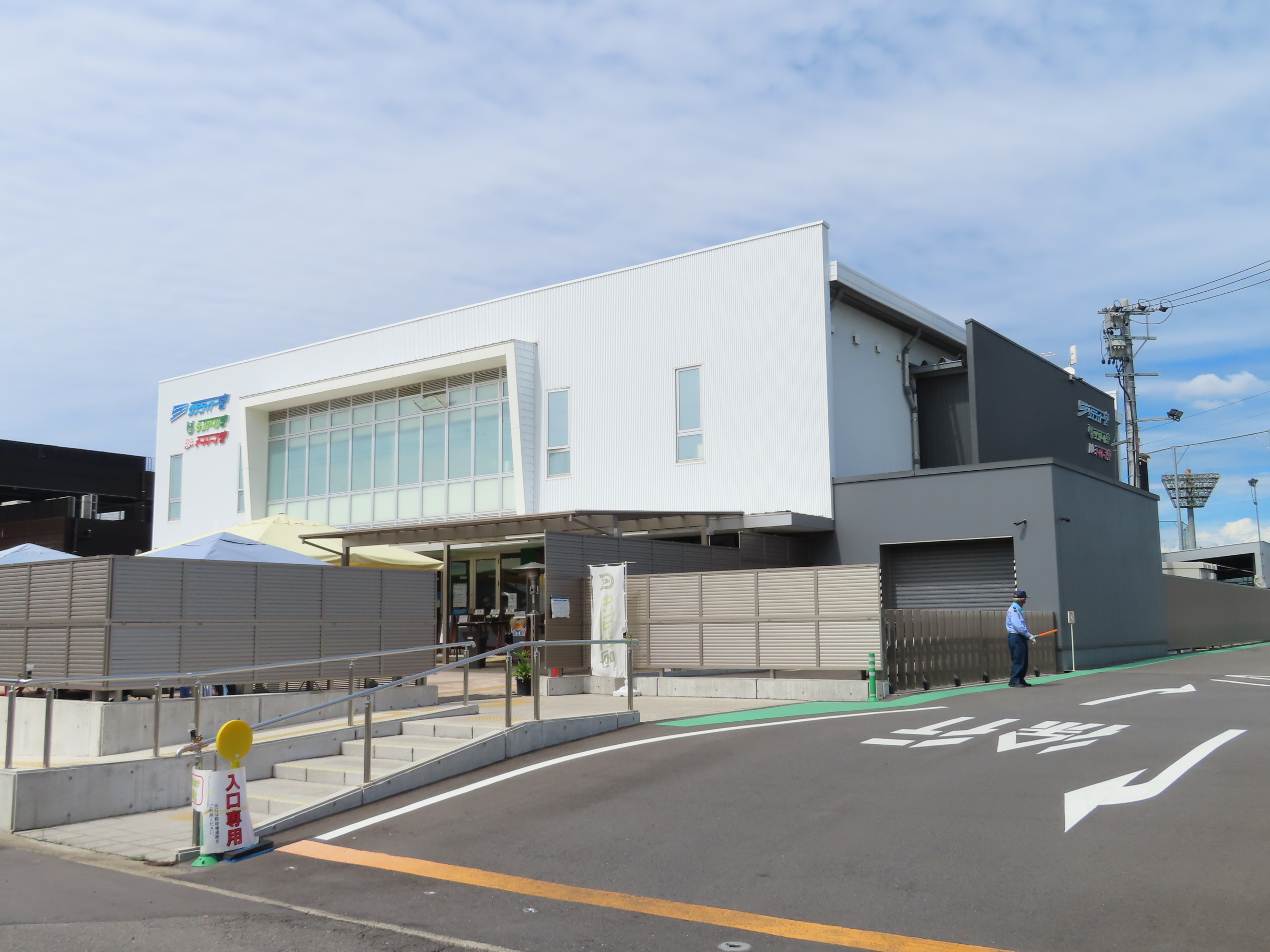
サンアール一宮

### 岐阜県地方競馬組合管理
- ★笠松競馬場
- ★シアター恵那（岐阜県恵那市）

### その他、定期的に発売を行っている箇所
- 大井競馬場内「ふるさとコーナー[24]」
  - 発売は大井競馬開催日（南関東他場の場外発売日も含む。以下同じ）のみ。
  - 大井競馬発売開始時刻（ナイター開催日は12時）の20分後以降に発走する競走から、最終競走まで発売。ただし、大井競馬最終競走の発走時に発売中の競走がある場合は、大井競馬最終競走の発売締切時にすべての発売を終了するため、以降に発走する名古屋競馬の競走は前売発売のみ取り扱う。
  - 払戻は開場時刻から大井競馬の最終競走発売締切時刻まで、ふるさとコーナーで取り扱う。

## レコードタイム

### 旧名古屋競馬場
| 距離 [m] | タイム | 馬名               | 斤量 [kg] | 騎手     | 記録年月日     |
| -------- | ------ | ------------------ | --------- | -------- | -------------- |
| 800      | 0:46.4 | ラブミーチャン     | 57kg      | 濱口楠彦 | 2011年6月24日  |
| 1300     | 1:21.2 | ダイモンジ         | 55kg      | 神垣三秀 | 1967年4月26日  |
| 1400     | 1:23.9 | サウスヴィグラス   | 56kg      | 柴田善臣 | 2002年5月6日   |
| 1600     | 1:38.6 | ロイヤルーハンセー | 54kg      | 田中敏和 | 1980年9月7日   |
| 1800     | 1:53.3 | マルゼンスター     | 55kg      | 安藤勝己 | 1985年7月2日   |
| 1900     | 1:58.4 | エスポワールシチー | 59kg      | 佐藤哲三 | 2011年3月21日  |
| 2500     | 2:40.3 | エーシンモアオバー | 56kg      | 岡部誠   | 2012年12月24日 |

### 新名古屋競馬場
| 距離 [m] | タイム | 馬名               | 斤量 [kg] | 騎手       | 記録年月日     |
| -------- | ------ | ------------------ | --------- | ---------- | -------------- |
| 900※     | 54.5   | セブンカラーズ     | 54kg      | 山田祥雄   | 2022年7月22日  |
| 920      | 54.2   | ミカノヴェニス     | 54kg      | 塚本征吾   | 2024年10月4日  |
| 1400※    | 1:26.8 | インペリシャブル   | 57kg      | 丸野勝虎   | 2024年9月19日  |
| 1500     | 1:31:1 | ウィルソンテソーロ | 56kg      | 川田将雅   | 2023年5月2日   |
| 1700     | 1:46.3 | キャリックアリード | 56kg      | 御神本訓史 | 2024年9月5日   |
| 2000     | 2:07.4 | ミッキーファイト   | 57.5kg    | 戸崎圭太   | 2024年12月19日 |
| 2100     | 2.10.9 | ノットゥルノ       | 58kg      | 武豊       | 2024年5月6日   |

- ※印は基準タイム扱い（移転初年度の2022年度（1400mは設定初年度の2024年度）に記録された1着更新タイムが該当）
- 出典：名古屋競馬番組 - 金シャチけいばNAGOYA、2024年12月21日閲覧。

## 払い戻し記録
| 賭式   | 年月日         | レース | 組合せ | 配当金      | 備考                   |
| ------ | -------------- | ------ | ------ | ----------- | ---------------------- |
| 単勝   | 1987年2月13日  | 不明   | 不明   | 105,540円   |                        |
| 複勝   | 1978年11月11日 | 不明   | 不明   | 14,840円    |                        |
| 枠複   | 2017年11月30日 | 9R     | 1-5    | 332,020円   | 馬複･三連複と同時達成  |
| 枠単   | 2003年9月12日  | 1R     | 2-8    | 242,360円   |                        |
| 馬複   | 2017年11月30日 | 9R     | 1-5    | 225,820円   | 枠複･三連複と同時達成  |
| 馬単   | 2000年2月27日  | 1R     | 5-2    | 1,290,100円 |                        |
| ワイド | 2021年1月4日   | 5R     | 3-7    | 112,820円   |                        |
| 三連複 | 2017年11月30日 | 9R     | 1-4-5  | 1,160,100円 | 枠複･馬複と同時達成    |
| 三連単 | 2022年3月11日  | 4R     | 9-4-8  | 9,768,430円 | 名古屋競馬移転前最終日 |

出典：

## 競馬新聞
予想紙は『競馬エース』と『競馬東海』の2紙で、価格はいずれも550円（2018年現在。ちなみに発行元は両紙とも同じ会社である。詳しくは競馬エース#沿革を参照）。なお、2003年までは穴予想で有名だった『競新（ケイシン）』という名前の予想紙もあった。
出走馬がパドック（下見所）周回中に予想紙記者による解説が行われている。

## CS中継
2011年4月〜2013年3月は、スカパー!のエキサイティング・グランプリ (709ch) で開催日に無料放送（ノースクランブル放送）の「名古屋競馬中継」(13:00 - 17:00) を、2013年4月〜2014年3月は、セレクトショピング Ch.217（無料放送）で中継していた (10:00 - 17:00)。
2014年4月からは、地方競馬ナイン (701chか702ch) で中継している (10:00 - 17:00)。
グリーンチャンネルではダートグレード競走を中継放送している（詳細はグリーンチャンネル地方競馬中継を参照）。
愛知県のケーブルテレビ局であるスターキャット・ケーブルネットワークはレース開催日の22:00 - 22:30に「名古屋けいばレースダイジェスト」を放送。

## マスコット
マスコットキャラクターのデザインは2005年の一般公募によって採用された。3頭の馬に名古屋の名物エビフライを合わせたものである。なお、グループ名および3頭それぞれにも一般公募によって命名がなされている。
- 【グループ名】758（なごや）ドリームゲッターズ
- 【各馬の名前】ゼッケン7番: かけるくん、ゼッケン5番: あたるくん、ゼッケン8番: ゆめちゃん

なお、競馬場内には3頭がいろいろな行動をしているイラストが掲げられている。例として、一升瓶を片手にお酒を飲んでいるあたるくんやコンピュータに向かって何やら研究中のかけるくんなど。

## その他
馬主席は特別観覧席の馬場に向かって一番左（入り口に近い方）の列となっている。
名古屋競馬場の関連施設で購入した馬券には払い戻しの有効日が印字される。なお、このようになったのは新賭式（3連勝複式（3連複）・3連勝単式（3連単））が導入されてからである。
実況は愛知県競馬組合職員の畑野謙二が担当している（2009年までは弘報館所属アナウンサーとして担当、2010年から現職）。以前は弘報館の河村憲広や岸和田競輪場の岸和田BBスタジオでキャスターを務めていた岸根正朋が担当していた。
レースのテレビ中継に関して、かつては東海桜花賞といった重賞レースのみテレビ愛知で中継していた。しかし1990年4月から三重テレビにて定期放送（『ダイナミック競馬』）が開始されてからは三重テレビで放送されることが多くなった（同時にマイル争覇に「三重テレビ賞」の冠名がついた）。その後三重テレビの冠レースは「新春盃」であり、現在でも不定期で重賞レースのみ生中継することがある。
正月期間を除く毎年1月と2月のシリーズの初日は日曜日である。冬季期間中、本場開催を行わない金沢競馬場での売上が見込めるとの理由から。また、日曜日に限らず平日でも名古屋競馬場開催時の場外売上は笠松競馬場よりも金沢競馬場の方が上である。なお、2010年は1月と2月に中京競馬場で中央競馬の開催があったために名古屋競馬の日曜日開催は2月28日の一日のみであった。
全国でも珍しい滞在型交流を実施している。冬季期間中、金沢競馬場所属の競走馬が所属変更することなく名古屋・笠松両競馬場の馬房に滞在してレースに出走する。馬だけでなく調教師などの関係者も滞在をする。また、騎手も毎年10名前後滞在してレースに参加する。
内馬場の芝生を利用してグラウンド・ゴルフ大会が2006年3月と7月に行われた。
交番（小碓（おうす）交番）が名古屋競馬場会館の敷地内にある。なお、以前は外向発売所の上に存在した。
2005年6月6日 - 8月13日と2006年7月10日 - 7月14日に薄暮開催（トワイライト競馬）が行われた。なお、1985年にも実施されたことがあった。
2005年11月3日に行われたJBC競走を記念して、当日に名古屋競馬場4つ目となるファンファーレ「VICTORY」が生演奏により披露された。JBCスプリントでは無事に演奏されたが、JBCクラシックでは従来の録音されたSP用ファンファーレも流された。当初は演奏されたものの船橋競馬場所属のナイキアディライト（当時牡馬5歳/石崎駿騎乗）が枠入りを拒否し続けたため、全馬もう一度枠入りからやり直しになり、その結果10分以上発走が遅れてしまい、演奏するはずのマーチングバンドはすでに引き上げていたことからSP用ファンファーレになった。また、当日はテレビにて生中継をしていたが、その中継終了時刻は16時30分だったため、JBCクラシックのレース途中で放送が打ち切られた。この日以降ファンファーレ「VICTORY」は、ダートグレード用として使用されている。なお、すべてのファンファーレと発売締め切り前の音楽は公式サイトで聴くことができる。くわしくはファンファーレを参照。
2007年4月より、「TRIPLE DREAMS」として今までの名古屋競馬場・笠松競馬場に金沢競馬場も加えた相互発売体制になった。基本として月曜日は金沢競馬場のレースを名古屋競馬場・笠松競馬場にて、火・水・木曜日は名古屋競馬場・笠松競馬場のレースを金沢競馬場にてそれぞれ場外発売する。なおサンアール大須でも金沢競馬のレースを発売するが、サンアール弥富・磯部と中京競馬場では発売しない日がある。
2007年7月24日、外部業者による過失により漏水事故が発生し発券システムが故障したため、開催中止になった。
2009年8月に大型映像装置「グランビスタ」が発光ダイオード (LED) 表示になった。今までの電球表示よりも画質が細かくなったために、レースなどの映像が明るく鮮やかに見られるようになった。また、オッズや払戻金は場内のテレビと同じものを表示できるようになった。
2009年10月に第3スタンドの改修が終了し、1階に「展示室」が設けられた。名古屋競馬の歴史の年表や今までに行われたレースの広報用ポスター、競馬場上空からの写真などが展示されている。また、期間限定ではあるが「名古屋けいばフォトコンテスト」の作品もここで見ることができる。
2012年6月12日から共同トータリゼータシステムを導入し、6月18日からワイドの発売が開始となった。オッズ画面が富士通フロンテックの導入場（南関東・兵庫など）ではなく、金沢・高知・福山に導入されている日本トーターの導入場の画面に近いものとなったが、自動音声は変更されていない。したがってトータリゼータシステムは富士通フロンテックとなる。
2013年2月10日に名古屋競馬場マラソン大会第1回ダート王決定戦が行われた。普段、競走馬が走る周回コースをランナーが走るイベントである。2014年3月15日に第2回リレーマラソンダート王決定戦が行われた。種目はリレーマラソン (42.195 km)、5kmマラソン（1部・2部）、ファミリーラン (1.1 km) の3種類。
一般競走のゼッケンは白、特別競走は緑のゼッケンが使われている。SP重賞のゼッケンは独特な数字の字体が使われており、色は深青。基本的には、一定期間使い回されている。なお、SP重賞でレース名と馬名が入った特注のゼッケンが使われているのは、東海ダービー（ゼッケンの色は白）だけであったが、2017年7月17日に開催された第21回名港盃以降のSP重賞から、レース名と馬名が入った深青のゼッケンが使用されている。
現在 レースの表彰式は重賞レースと冠協賛レースで行われている。当日の出走表に本日の表彰式と記載があり、確認できる。
2020年2月27日よりCOVID-19感染拡大防止のため無観客での開催を実施したが、同年8月26日より場外馬券発売を再開、9月1日より本場開催での観客の入場を再開した。2021年1月14日よりCOVID-19の更なる感染拡大防止のため無観客での開催となった。
2024年2月26日から3月1日までの令和5年度第25回開催で売得金額が56億2690万6400円となり、これまでの1開催の売得金レコードを45年ぶりに更新した。これまでの1開催の最高売得金は1979年1月3日から8日までの49億9511万5200円で、6日間の開催で記録された従来のレコードを、今回は5日間の開催で6億円以上も上回った。なお、2月29日に行われた交流Ｇ３・かきつばた記念の売得金は従来の1競走の最高売得金だった2022年5月3日のかきつばた記念の9億6216万400円を上回る、10億2801万7000円で同レース、および名古屋競馬1競走の売得金レコードも更新。また、2月29日の売得金21億6468万5000円も1日の売得金レコードとして従来の名古屋グランプリが行われた2023年12月21日の20億5114万5000を更新した。

## 弥富トレーニングセンターへの移転

### 移転までの経緯
2026年開催予定の愛知・名古屋アジア大会において、中日新聞は2016年9月28日朝刊紙上において「競馬場を弥富トレーニングセンターに移転し、跡地に選手村を建設する構想がある」と報じた。この時点では具体的な移転時期は明記されておらず、名古屋競馬場や愛知県競馬組合からも移転等のコメントは発表されなかった。

### 移転決定
2016年12月19日、愛知県競馬組合は正式に弥富トレーニングセンターに移転することを決めた。移転案によると、競馬場の解体と新競馬場建設の総工費は94億円で、弥富トレーニングセンターの敷地の一部、17ヘクタールを売却して移転費に充てる。2017年3月28日に開かれた組合議会で名古屋競馬場を弥富トレーニングセンターに移転するための費用を含めた2017年度予算案を全会一致で可決、2022年度の開業を目指すことになり、2022年4月開業（新競馬場での開催初日は4月8日）となった。旧名古屋競馬場は2022年3月11日をもって開催を終了、その翌日にあたる3月12日には最寄り駅である名古屋競馬場前駅の駅名を港北駅（こうほくえき）に改称した。なお、旧名古屋競馬場で実施されていたダートグレード競走のかきつばた記念は1400mから1500mに、名古屋グランプリは2500mから2100mに、名古屋大賞典は1900mから2000mへ距離を変更してそれぞれ2022年度（名古屋大賞典は2023年3月実施）から新競馬場で実施されることになった。
新競馬場はナイター設備が導入され、初のナイター開催は2022年4月25日となった。当初は他の競馬場との日程の差別化の観点から冬季（11-3月）に集中的に開催するとしていたが、2022年度は上半期の他場でのナイター開催が組まれていない日にも不定期で行われることになったのと、冬季開催であっても、1月の年始開催など本場開催で特に集客が見込まれる競走の開催日には日中開催が組まれることもあるため、年間のナイター開催日数は26日間（4月25日、5月30日、8月31-9月2日、11月22-25日、12月22・23日、2023年1月30-2月3日、2月13-17日、2月27-3月3日）が組まれた 。但し、日中開催でも冬季開催期間中は日没後も1～2レース組まれ最終競走は17時30分前後、2023年は11月15日より薄暮競走として、水・木曜日の最終競走を18時台後半の発走とする。なお、ナイター競走を実施する場合の発走時間は、通常は第1競走の発走が14時以後、最終は20時台後半に設定される。また入場時間は第1競走の発走時間に合わせているが、2022年10月以後、場外場間発売が行われる一部競馬場の日中開催の発走時間の都合上、日中開催・並びに本場非開催日の場外場間発売日単独の場合は10時開門となっている。
直線距離は日本最短距離の198mから地方競馬西日本最長距離となる240mに延長され、コース全長も1周1100mから1180mに変更した。。施行距離は900, 920, 1500, 1700, 2000, 2100 mが設定される。
また地方競馬では初の屋内馬道（ホースビューコリドー）が設置された。
新競馬場へのアクセスとして、最寄りとなる近鉄蟹江駅のほか、名古屋駅、旧名古屋競馬場跡のサンアール名古屋からも送迎バスが運行される。

### 移転までの特別競走一覧
- 1月20日 - ｢土古ファイナルまであと50日｣
- 3月1日 - ｢土古ファイナルまであと10日｣
- 3月10日 - ｢土古ファイナルまであと1日｣
- 3月11日（全12競走施行順 なお第1競走から第10競走は一般競走）
  - ｢金シャチけいばは続くよ!｣
  - ｢ありがとう!美味しい名古屋めし｣
  - ｢明日からここはサンアール名古屋｣
  - ｢シャトルバスで弥富へGO｣
  - ｢ポテト&チップも待ってるよ!｣
  - ｢シャチウマくんも連れてって!｣
  - ｢西日本一長い直線で勝負だ｣
  - ｢ありがとう!73年どんこ競馬｣
  - ｢ありがとう!たくさんの思い出を｣
  - ｢ありがとう!駆け抜けた名馬たち｣
  - ｢次は、弥富で会いましょう特別｣
  - ｢どんこファイナル特別｣

### 移転後の跡地利用
現在の名古屋競馬場跡地は場外馬券売場などに活用される。2022年2月に中部電力を中心とするグループと愛知県・名古屋市が跡地開発について基本協定を締結している。2022年3月18日以降は元の競馬場施設の一部を「サンアール名古屋」の名称とし場外馬券売場として営業を続けるが、南東区画の一部施設を利用して新規に場外馬券売場を設ける計画がなされており、2024年2月26日に移転開業した。
元の競馬場敷地の大部分は、一旦2026年アジア競技大会の選手村として使われた後、2028年を目処に複合商業施設・マンション・教育施設などを持つエリアとしてオープンさせる予定とされた。しかし選手村の建設については、のちにコストが当初想定よりも大幅に高騰することが見込まれたため、2023年3月27日に愛知県および名古屋市は建設断念を表明した。

## アクセス

### 新名古屋競馬場

#### 無料送迎バス
名古屋競馬開催日に限り、以下の各地から無料送迎バスが運行される。
- 近鉄蟹江駅 - 所要時間24分・5往復運行
- 名鉄バスセンター（名古屋駅などと直結） - 所要時間40分・4往復運行
- （新）名古屋競馬場の開設当初は、サンアール名古屋（旧競馬場）からのバスも運行されていた（所要時間40分・2往復運行）ものの、2024年2月16日の運行をもって廃止された[51]。

#### 公共交通機関
- 近鉄弥富駅より、弥富市コミュニティバス南部ルートで「名古屋競馬場」（旧「トレーニングセンター」）停留所下車。

#### 自動車
無料駐車場完備（約2,000台）。
高速道路からのアクセスは、伊勢湾岸自動車道の湾岸弥富IC（当IC以東との往来の場合）もしくは弥富木曽岬IC（当IC以西との往来の場合）が最寄りとなる。

### 旧名古屋競馬場

#### 公共交通機関
2012年11月末までは開催日のみ名鉄名古屋本線・常滑線 神宮前駅から名鉄バスによる無料送迎バスが運行されていた。運行終了後も神宮前駅・東海通駅にある停留所はそのまま残されており、近接するバス停から発車する名古屋市交通局のバス（名古屋市営バス）を利用するよう呼びかけられている。
三重交通バスは2022年4月1日、名古屋市営バスは2022年4月2日のダイヤ改正により、最寄りバス停名称の変更が行われた。
- 名古屋臨海高速鉄道あおなみ線 名古屋競馬場前駅（現在の港北駅）下車、徒歩で約3分。
- 名古屋市営地下鉄名港線 東海通駅（東海通バス停）から名古屋市営バス幹神宮1系統（河合小橋・多加良浦・中川車庫前行き）または東海12系統（右まわり港区役所・河合小橋・中川車庫前・サンビーチ日光川（現在の日光川公園）行き）、競馬場正門（現在の川西通四丁目）下車、徒歩で約1分。
- 名古屋市営地下鉄名港線 六番町駅（六番町バスターミナル）から名古屋市営バス東海12系統河合小橋行き、競馬場正門（現在の川西通四丁目）下車、徒歩で約1分。
- 名古屋市営地下鉄東山線 高畑駅（地下鉄高畑バス停）から名古屋市営バス高畑18系統港区役所行き、競馬場（現在の川西通三丁目）下車、徒歩で約3分。
- 名鉄名古屋本線・常滑線 神宮前駅（神宮東門バス停）から名古屋市営バス幹神宮1系統河合小橋・多加良浦・中川車庫前行き、競馬場正門（現在の川西通四丁目）下車、徒歩で約1分。
- 名鉄バスセンター（3階2番のりば）から三重交通バスサンビーチ日光川（現在の日光川公園）・南桑名行き、競馬場前（現在の川西通三丁目）下車、徒歩で約3分。

#### 自動車
- 無料駐車場完備（714台）